# Paratupua grayi
Paratupua là một chi nhện trong họ Physoglenidae. Chi này chỉ gồm một loài Paratupua grayi.